# 4237 Raushenbakh
4237 Raushenbakh (1979 SD4) là một tiểu hành tinh vành đai chính được phát hiện ngày 24 tháng 9 năm 1979 bởi N. S. Chernykh ở Nauchnyj.